# Semikubische parabool

Semikubische parabolen

De semikubische parabool is een meetkundige figuur in twee dimensies.  De benaming 'semikubisch' (half kubisch) wijst op de vergelijking voor de eenvoudigste representant, die in gewone cartesische coördinaten y als functie van de drie tweede macht van x geeft. Het is daarmee een algebraïsche kromme van graad 3. Men noemt deze curve ook de parabool van Neile, genoemd naar de Britse wiskundige William Neile (1637-1670) die de booglengte van de semikubische parabool bepaalde.

## Vergelijkingen
Voor de eenvoudigste vorm van een semikubische parabool, namelijk een van de assen, hier de x-as, als symmetrieas en de spitse punt van de grafiek in de oorsprong, geldt als mogelijk stel parametervergelijkingen :
{\displaystyle x(t)=t^{2}}
{\displaystyle y(t)=a\,t^{3}}
Door eliminatie van de parameter t ontstaat de algebraïsche vergelijking voor de semikubische parabool:
{\displaystyle y^{2}=a^{2}x^{3}.}
Deze heeft de twee takken:
{\displaystyle y=\pm a\,x^{3/2},}
waarin de term 'semikubisch' expliciet tot uitdrukking komt
In poolcoördinaten luidt de vergelijking:
{\displaystyle r(\theta )={\frac {1}{a^{2}}}{\frac {\sin ^{2}(\theta )}{\cos ^{3}(\theta )}}}
Andere vormen van semikubische parabolen ontstaan door affiene transformaties van deze basisvorm.

## Verband met de parabool

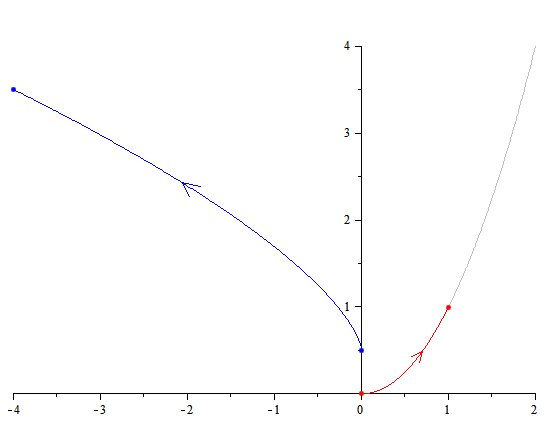
Een parabool en zijn evolute, de semikubische parabool

De semikubische parabool ontstaat als evolute van een parabool. Zo heeft de parabool y=x2, met als parametrisering:
{\displaystyle x(t)=t;\ y(t)=t^{2}}
als evolute de semikubische parabool gegeven door:
{\displaystyle x(t)=-4t^{3};\ y(t)=3t^{2}+{\tfrac {1}{2}}}
Nevenstaande figuur toont de helft van deze parabool met de halve semikubische parabool die deze helft als evolute voortbrengt. De linkse, niet getoonde helft van de parabool brengt de rechtse, eveneens niet getoonde helft van de semikubische parabool voort.

## Historische betekenis
De Britse wiskundige William Neile, een leerling van John Wallis, slaagde erin de booglengte van de semikubische parabool te bepalen. De semikubische parabool werd daarbij de eerste curve, na het triviaal geval van de rechte lijn, waarvoor dit mogelijk was. 
In 1687 vroeg Leibniz zich af welke vorm een kromme moet hebben opdat een kogeltje dat onder invloed van zwaartekracht langs de kromme rolt, in gelijke tijdsintervallen gelijke verplaatsingen in verticale richting aflegt. Huygens toonde aan de semikubische parabool hiervan de oplossing is.